# Instantané (informatique)
Pour les articles homonymes, voir Instantané et Snap shot.

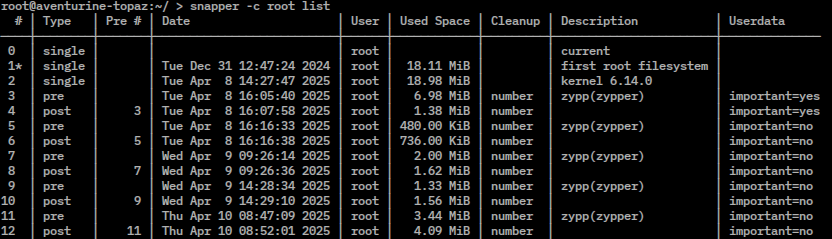
Plusieurs instantanés généré par Snapper, un utilitaire pour les fichiers système Btrfs.

En informatique, un instantané (anglais snapshot) est une sauvegarde de l'état d'un système à un instant donné. On utilise particulièrement cette notion dans le cadre des systèmes de fichiers, des bases de données ou des machines virtuelles. Pour réaliser un instantané, on utilise en général une méthode qui diffère d'une sauvegarde traditionnelle du système (par le fait que les données à sauvegarder ne sont copiées sur le périphérique de sauvegarde qu'au moment où elles sont modifiées sur le système dont on crée l'instantané).

## Description
Une sauvegarde complète d'une grande quantité de données peut être longue à exécuter. Par ailleurs, celle-ci nécessite généralement le verrouillage des données à sauvegarder pour empêcher que des données en cours de sauvegarde ne soient modifiées et ne produisent ainsi une sauvegarde qui ne soit pas représentative du système à un instant donné. Cela ne pose pas de problème particulier pour effectuer des sauvegardes sur des ordinateurs personnels ou des serveurs internes de petites entreprises, puisqu'il est parfaitement acceptable qu'un tel système puisse être indisponible durant un certain laps de temps. Cependant, sur des serveurs utilisés à grande échelle, exigeant une grande disponibilité, on ne peut recourir à de telles méthodes.
Pour éviter cela, on peut créer un instantané. On réserve d'abord sur le périphérique cible un espace de taille suffisante pour contenir les données à sauvegarder. Les données à copier et l'instantané ainsi initialisé sont divisés en blocs de données, de taille fixe ou variable ; dans l'instantané, aucune donnée n'est encore présente, mais chaque bloc contient un pointeur vers le bloc correspondant sur le système d'origine. Lorsqu'un bloc des données à sauvegarder est modifié, les données d'origine de ce bloc sont copiées dans le bloc correspondant de l'instantané avant que les modifications ne soient écrites.
Cette méthode permet de protéger les données contre un effacement ou une modification accidentelle, mais pas contre un problème physique tel qu'une panne de disque dur par exemple, puisque seules les données qui auront été modifiées seront copiées dans l'instantané. Pour pallier cela, on commence parfois par copier la totalité du système à sauvegarder par la méthode traditionnelle, après quoi on peut créer des instantanés successifs dont les parties non modifiées pointeront non pas vers les données originales mais vers la première copie complète.